# Səfurə Əlizadə
Səfurə Əlizadə (nyugati médiában: Safura Alizadeh; Baku, 1992. szeptember 20. –) azerbajdzsáni énekesnő, ő képviselte hazáját a 2010-es Eurovíziós Dalfesztiválon, a Drip Drop című dalával.

## Élete
Səfurə édesapja hivatásos festő, édesanyja zongorista és divattervező. Əlizadə már nagyon fiatal korában kezdte az éneklést, első színpadi szereplése 6 éves korában volt. Karrierje kezdetén a Sharq Ulduzlari és Bulbullar nevű zenekarban énekelt. Əlizadə hegedűleckéket vett egy zenei iskolában, később zongorázni és szaxofonozni tanult. Egy nemzeti verseny, a Yeni Ulduz nyertese lett. Kedvenc szerzője Stephenie Meyer, és kedvenc könyve az Alkonyat című sorozat. Səfurə vágya, hogy egyszer szerepelhessen Robert Pattinsonnal egy klipben.

## Eurovíziós Dalfesztivál
2010. március 2-án Səfurə megnyerte a nemzeti döntőt, a zsűri úgy döntött ő képviselheti Azerbajdzsánt a 2010-es Eurovíziós Dalfesztivál-on, aminek Norvégia volt a házigazdája. A dal címe Drip Drop, amit Stefan Örn és Sandra Bjurman írt. A dalverseny döntőjében 145 pontot gyűjtve ötödik helyezést ért el.

## Diszkográfia

### Albumok
Első albuma 2010. június 28-án jelent meg It's My War, címmel.
Az album dalai:
1. "Drip Drop" 3:41
2. "March On" 3:14
3. "Runaway" 3:41
4. "Something Bigger" 3:07
5. "Glass House" 3:15
6. "From Her, From Love" 3:25
7. "Too Many Times" 4:15
8. "Gonna Let You Know" 3:35
9. "Soulless" 3:09
10. "That Means You Don't" 3:33
11. "It's My War" 4:21
12. "Drip Drop" (St. Destiny Remix ft. Maverick) 4:56
13. "Drip Drop" (Success Remix ft. Perez & Radomir) 3:32

Jelenleg a "Drip Drop" és a "March On" című dalokhoz készült videóklip.

## Fordítás
- Ez a szócikk részben vagy egészben az Safura Alizadeh című angol Wikipédia-szócikk fordításán alapul.  Az eredeti cikk szerkesztőit annak laptörténete sorolja fel. Ez a jelzés csupán a megfogalmazás eredetét és a szerzői jogokat jelzi, nem szolgál a cikkben szereplő információk forrásmegjelöléseként.